# Ryboły
Ryboły (białorus. Рыбалы) – wieś w Polsce położona w województwie podlaskim, w powiecie białostockim, w gminie Zabłudów.

## Historia

### XV-XVII w.
Wzmiankowana w dokumentach pisanych z pierwszej połowy XV wieku. Nazwa pochodzi od wykonywanego przez mieszkańców zajęcia, czyli połowu ryb w pobliskiej Narwi na potrzeby bielskiego zamku. W 1556 roku po przeprowadzonej pomiarze włócznej zmieniono lokalizację wsi (na istniejącą współcześnie), jednocześnie zmieniając nazwę na Antoniewo. W tym samym czasie zmieniono nazwę pobliskiej wsi Kaniuki na Rybołowy. Jednak mieszkańcy nie przyjęli do wiadomości tych zmian i nazwy pozostały takie, jak przed pomiarą włóczną.
Później w Rybołach należących do dóbr królewskich starostwa bielskiego założono czwarty folwark tego starostwa (pozostałe trzy znajdowały się w Stołowaczu, Użykach oraz w bielskim Hołowiesku). Początkowo w Rybołach umieszczono siedzibę wójtostwa i mieścił się tu wzmiankowany m.in. w 1676 r. „dwór Imci p. Lewickiego do wójtostwa należący”.

### XVIII w.
Później, w związku z tym, że wieś została w dużym stopniu zniszczona podczas najazdu szwedzkiego, i zapewne także później w czasie wojny północnej, a także wyludniona w wyniku epidemii cholery w 1710 r. W wyniku tego duży udział wśród gruntów chłopskich stanowiły łany puste, toteż Jan Klemens Branicki, starosta bielski w latach 1709-1771 (ponadto właściciel dóbr białostockich) podczas intensywnego ponownego zagospodarowywania tej królewszczyzny uzyskał od króla w 1737 r. przywilej na cotygodniowe targi w Rybołach (co znacznie podniosło rangę tej osady i dochody z dzierżawy) oraz znacznie rozbudował istniejący tam folwark. Najwyraźniej starosta zamierzał starać się o alienację Ryboł i przyłączyć je w przyszłości do dóbr dziedzicznych.
Ówczesny folwark zajmował prostokątny teren podzielony strumieniami. W południowej części tego terenu umieszczono dwór rządcy, zwrócony frontem do gościńca i połączony z nim drogą, stanowiącą jedną z poprzecznych osi kompozycji. Ta droga do dworu przekraczała mostek nad strumieniem i prowadziła na dziedziniec, którego boki zamykała para oficyn stojących po bokach dworu (ustawionych do dworu szczytami). Po przeciwnej stronie drogi, na zachód od niego znajdował się dziedziniec gospodarczy otoczony budynkami folwarcznymi. Na północ od zabudowań mieścił się ogród o dwóch kwaterach oddzielonych od siebie strumieniem i dwoma stawami. Po grobli między tymi stawami biegła droga wyznaczająca podłużną oś ogrodu, wbiegająca na dziedziniec przed dworem. Granice kwater ogrodowych obsadzono szpalerami lub alejami, a we wnętrzach kwater posadzono sady. Teren kwatery północnej ukształtowano w formie tarasów, a w skład kompozycji wchodził także obszerny warzywnik, położony między sadem a gościńcem. Równolegle do gościńca biegła w pobliżu zachodniej granicy założenia droga ze wsi Rzepki do położonych na południe od folwarku zabudowań wsi.
W 1759 r. spłonęła część zabudowań folwarku, które zostały później w 1779 r. odbudowane w tym samym układzie, po czym do końca XVIII w. nie przeprowadzano w Rybołach żadnych remontów toteż stan budynków w końcu tego stulecia był bardzo zły. Daje temu wyraz opis sporządzony przez ówczesnego administratora folwarku, z którego wynika m.in., że stały tam m.in. dwór i obora wzniesione około 1737 r. oraz druga obora z owczarnią wzniesione około 1760 i 1779 r. Zły stan folwarku wiązał się zapewne z częstymi zmianami dzierżawców – m.in. w 1773 r. arendował tam niejaki Rogala, w 1793 r. Wincenta Schultzowa, wdowa po koniuszym, a w latach 1795-1808 Jakub Popławski.
W 1759 roku we wsi można było doliczyć się 79 gospodarstw, nie licząc włók wójtowskiej i cerkiewnej.

### XIX w.
W 1864 otwarto tu szkołę ludową, do której w końcówce lat 90. uczęszczało 175 chłopców i 87 dziewczynek.
W XIX w. i na początku XX w. stale pozostawał własnością państwową i pełnił funkcje utylitarne. Dzierżawili go w tym czasie kolejno: Bukowiecki, Włodzimierz Sadowski, Władysława z Sadowskich, Włodzimierz Klenstarowic, Chmielewski i Włodzimierz Mączka.
W końcu XIX w. Ryboły przeszły fazę uprzemysłowienia, gdyż w północnej części ogrodu wzniesiono wtedy gorzelnię, przy której wykopano sadzawkę, a we wschodniej części powstał kompleks zabudowań cukrowni. Po tych zmianach powierzchnia założenia zajmowała obszar około 14 ha.

### XX w.
Na początku XX w. teren wokół dworu uzupełniono lipami i kasztanowcami szpery i aleje rosnące wokół kwater ogrodowych.
I wojna światowa przyniosła tragiczne żniwo. W czasie pożaru wieś spłonęła prawie całkowicie – ocalało tylko 8 domów. Mieszkańcy w drugim roku wojny udali się na bieżeństwo i powracali do swoich zrujnowanych siedzib dopiero w latach 1918–1921. Podczas I wojny światowej likwidacji uległy także gorzelnia i cukrownia oraz zdewastowano ogród. Chociaż założenie zostało w okresie międzywojennym uporządkowane, to ponownie doznało zniszczeń w czasie II wojny światowej, kiedy to zniszczeniu uległy wszystkie zabudowania folwarku.
Po wojnie teren założenia przejął Państwowy Fundusz Ziemi, który wydzierżawił ten teren rolnikom z Ryboł. Później w krótkim czasie północną część dawnego ogrodu zamieniono na pole orne, a południową na pastwisko, zaś dawny ogród warzywny częściowo zarosły olsy. W latach 70. XX w. przebudowano stawy ogrodowe tworząc z dwóch dawnych jeden, a w latach 80. powstały przy drodze do Bielska Podlaskiego nowe zagrody chłopskie, które zajęły część dawnego ogrodu warzywnego.
W latach 1952–1954 miejscowość stanowiła siedzibę gminy Ryboły.
W latach 1975–1998 miejscowość administracyjnie należała do województwa białostockiego. 

## Demografia
Według Pierwszego Powszechnego Spisu Ludności z 1921 roku Ryboły były wsią liczącą 64 domy i zamieszkałą przez 412 osób (221 kobiet i 191 mężczyzn). Niemal wszyscy mieszkańcy miejscowości (w liczbie 410 osób) zadeklarowali wyznanie prawosławne, pozostałe dwie osoby zgłosiły wyznanie mojżeszowe. Ponadto wieś była jednolita etnicznie, gdyż wszyscy jej mieszkańcy podali narodowość białoruską. W okresie dwudziestolecia międzywojennego miejscowość znajdowała się w gminie Narew w powiecie bielskim.
Wieś w 2011 roku zamieszkiwało 436 osób.
Miejscowość zamieszkuje mniejszość białoruska. We wsi występuje unikalna gwara podlaska, stanowiąca jeden z najdalej wysuniętych na północ i zachód dialektów języka ukraińskiego. Współcześnie jednak, w związku z intensywnymi trendami polonizacyjnymi, umiejętność posługiwania się nią ograniczyła się do starszego pokolenia mieszkańców wsi, wobec czego przewiduje się jej całkowite wymarcie w najbliższej przyszłości.

## Religia
Wieś stanowi siedzibę prawosławnej parafii pod wezwaniem Świętych Kosmy i Damiana, którą oprócz Ryboł, tworzy jeszcze siedem okolicznych miejscowości. Natomiast wierni kościoła rzymskokatolickiego należą do parafii Matki Bożej z Góry Karmel w Bielsku Podlaskim.

## Zabytki
- rozplanowanie wsi wraz z historyczną zabudową pochodzące z XVI,
- cerkiew cmentarna pw. św. Jerzego wzniesiona w 1873 r. z rozbiórek dwóch starszych cerkwi w Rybołach i Kożanach
- zespół cerkwi parafialnej pw. Św. Kosmy i Damiana wzniesionej w latach 1874-1879, w której przechowywana jest Rybołowska Ikona Matki Bożej.

## Kultura
We Rybołach od 2009 roku funkcjonuje Muzeum Kultury Materialnej „Baćkauszczyna”.
Ryboły obfitują w liczne przykłady tradycyjnego, podlaskiego budownictwa drewnianego pochodzącego z końca XIX i początków XX wieku, w związku z czym przez wieś wytyczono turystyczny szlak kulturowy o nazwie Drzewo i Sacrum.
We wsi rokrocznie odbywają się dożynki białoruskie (organizowane tradycyjnie we wrześniu).

## Związani z Rybołami
- Lew Markiewicz (1787-☦1858) – duchowny unicki, a następnie prawosławny, dziekan białostocki. Jeden z głównych organizatorów likwidacji Kościoła unickiego na Podlasiu i przyłączeniu jego struktur do Rosyjskiego Kościoła Prawosławnego, wieloletni proboszcz parafii w Rybołach;
- Włodzimierz Pawluczuk (ur. 1934) – antropolog, religioznawca, profesor nauk humanistycznych; urodzony w Rybołach;
- Grzegorz Sosna (1939-☦2016) - duchowny prawosławny, publicysta i historyk, doktor nauk teologicznych. Duchowy protektor odradzającego się po 1989 r. ruchu białoruskiego, wieloletni proboszcz parafii w Rybołach.

## Galeria

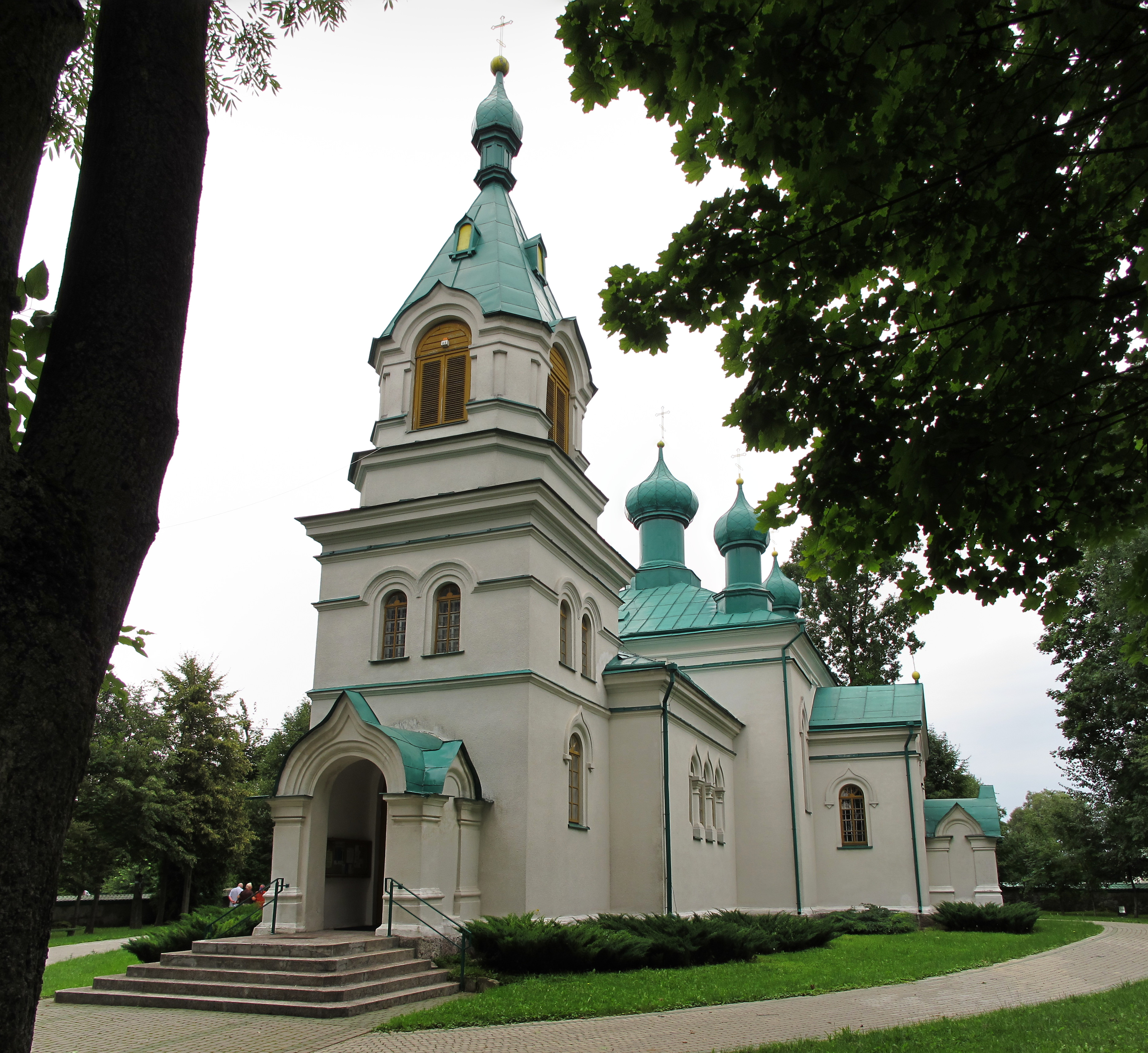
Cerkiew Świętych Kosmy i Damiana
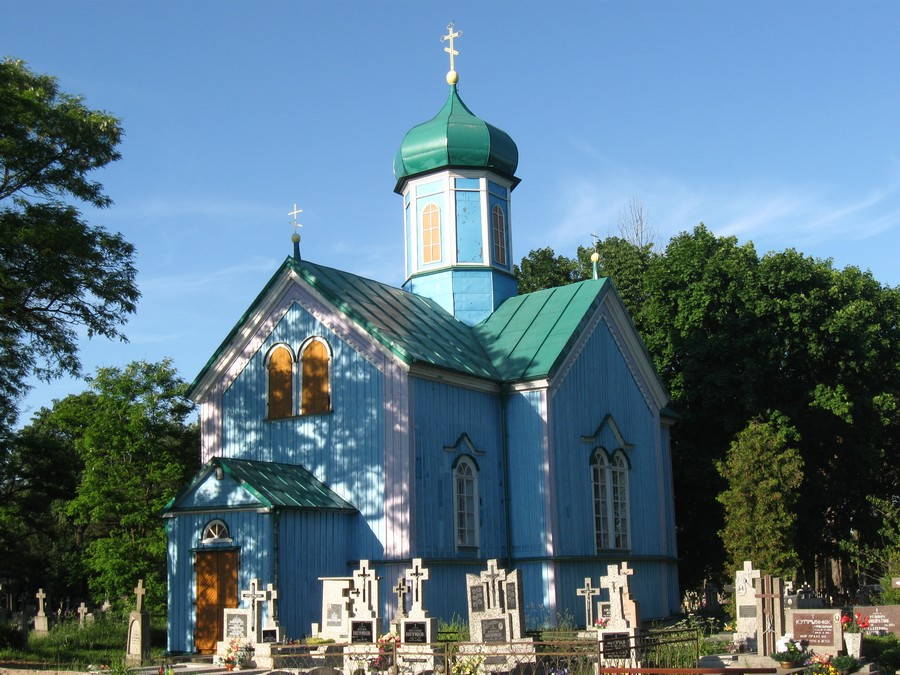
Cerkiew cmentarna św. Jerzego
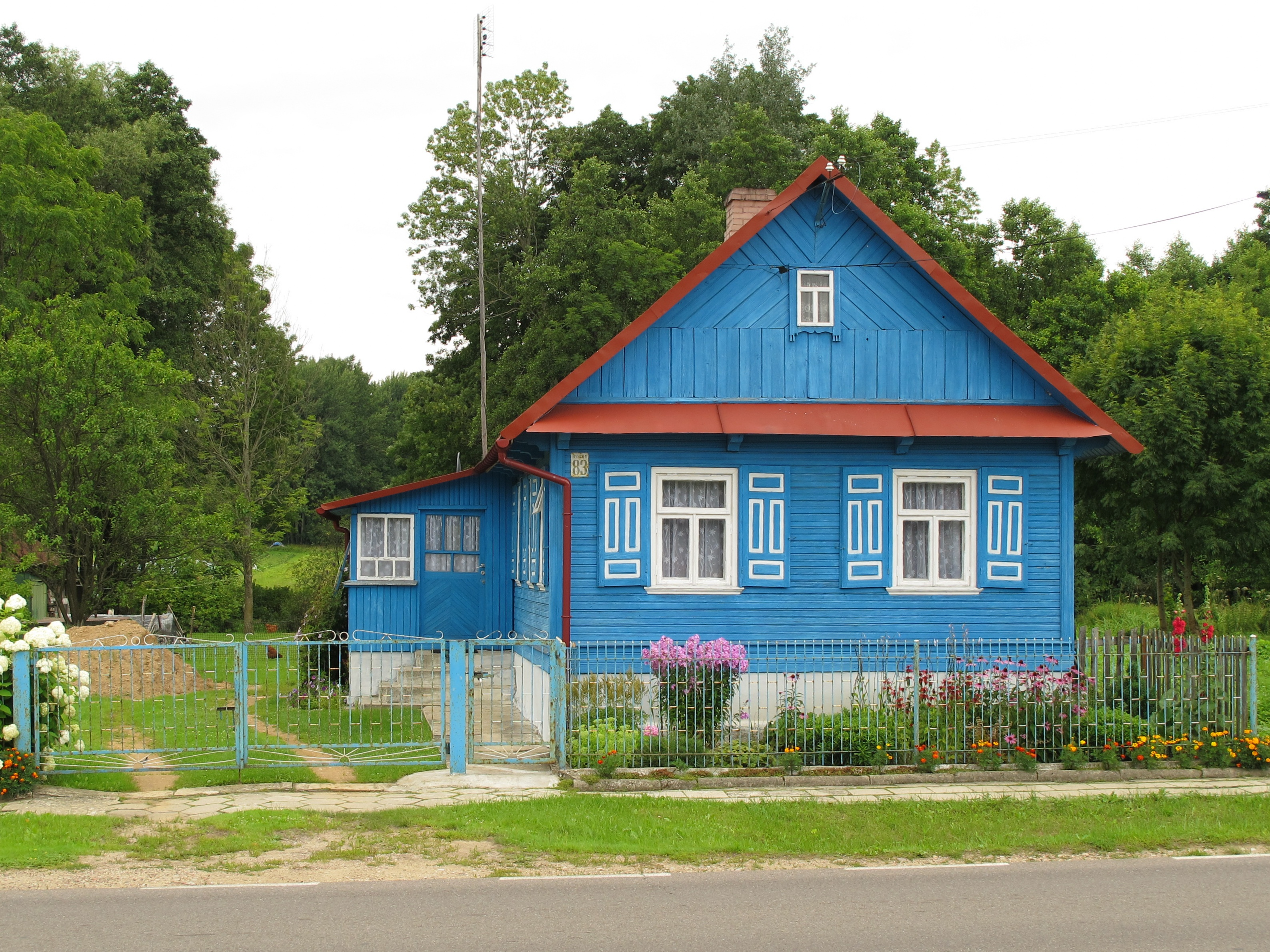
Przykład tradycyjnego budownictwa drewnianego w Rybołach
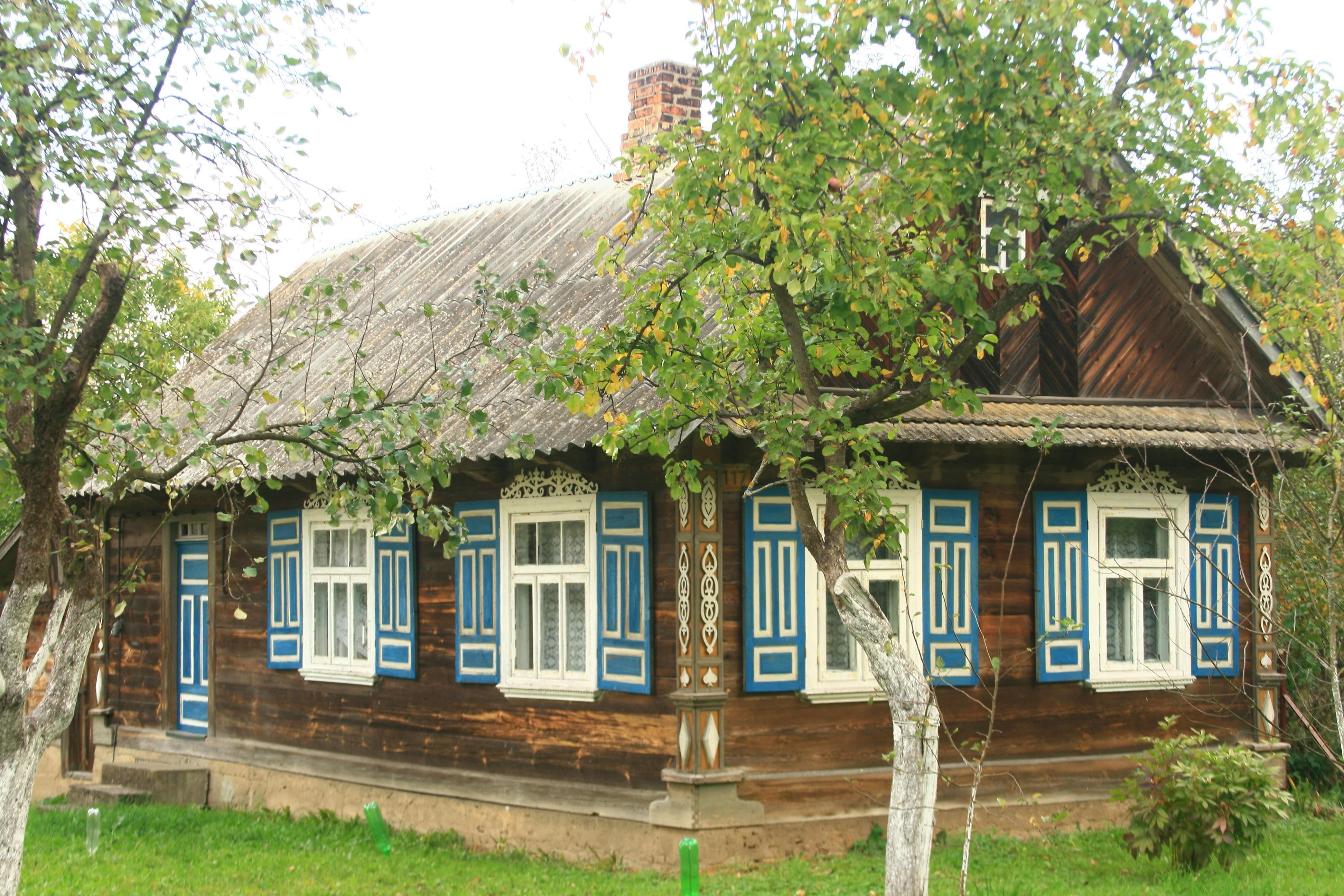
Przykład tradycyjnego budownictwa drewnianego w Rybołach
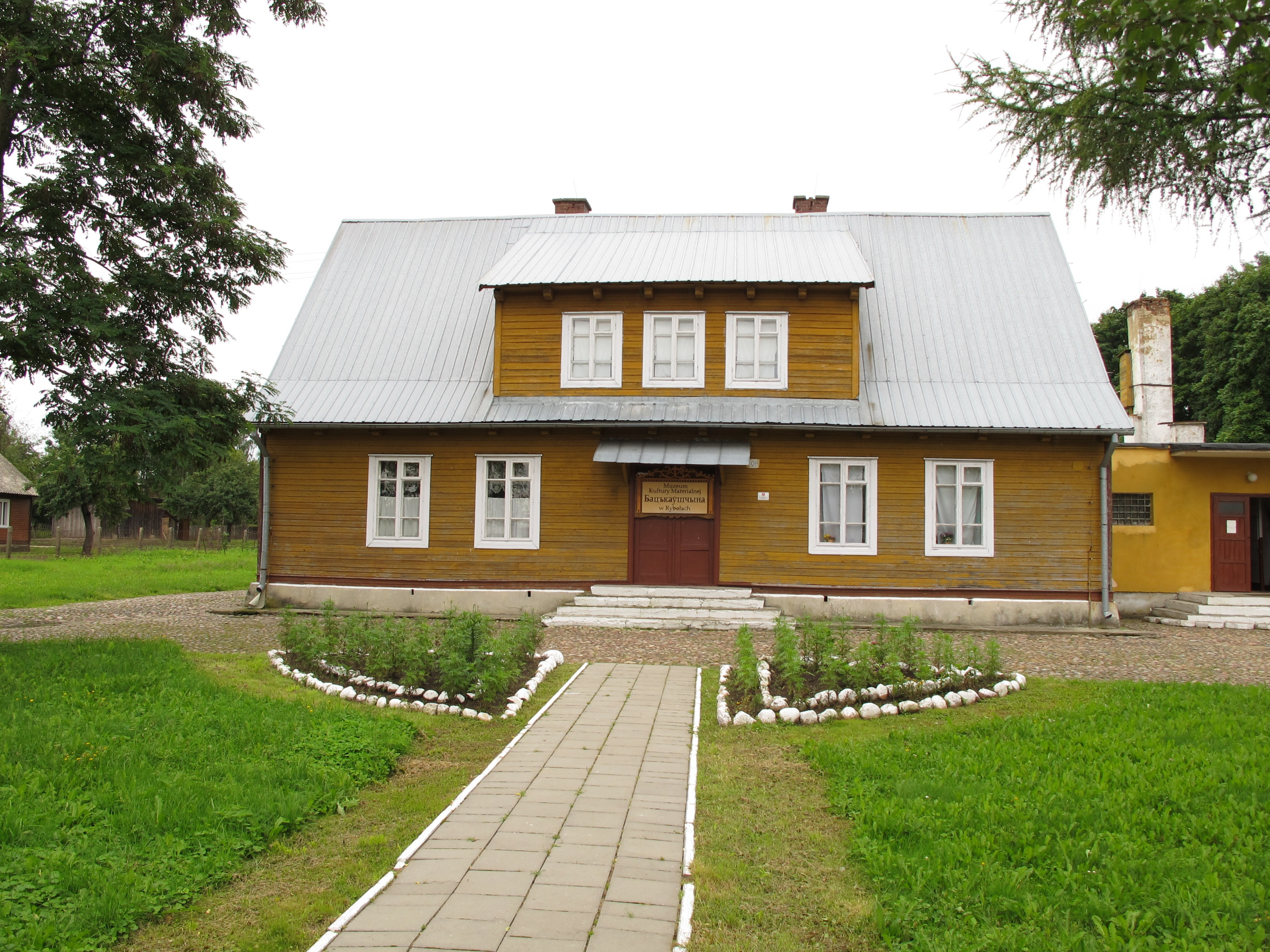
Muzeum białoruskie "Baćkauszczyna", dawna szkoła podstawowa
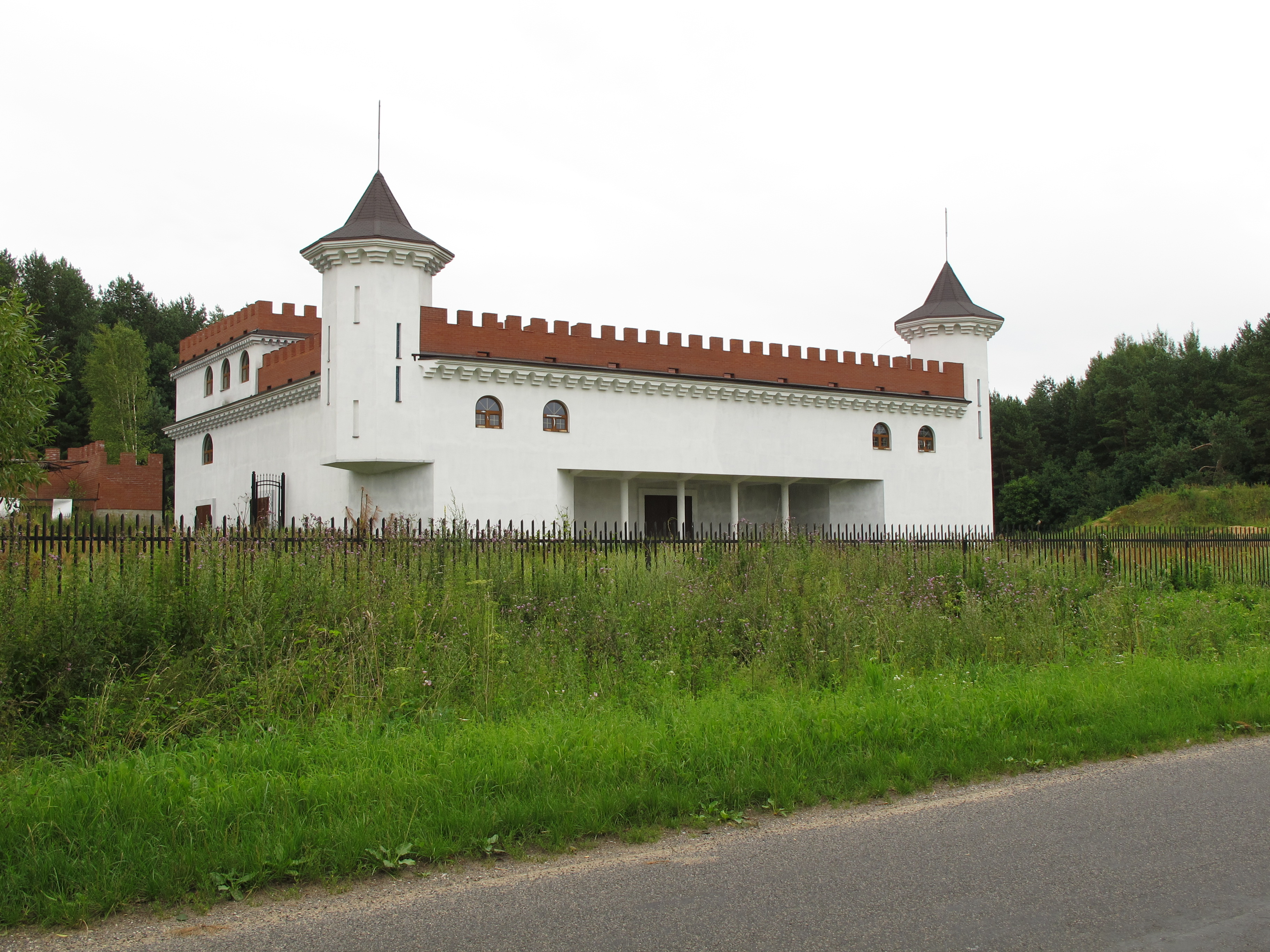
Dawny klub "Victoria" na obrzeżach wsi
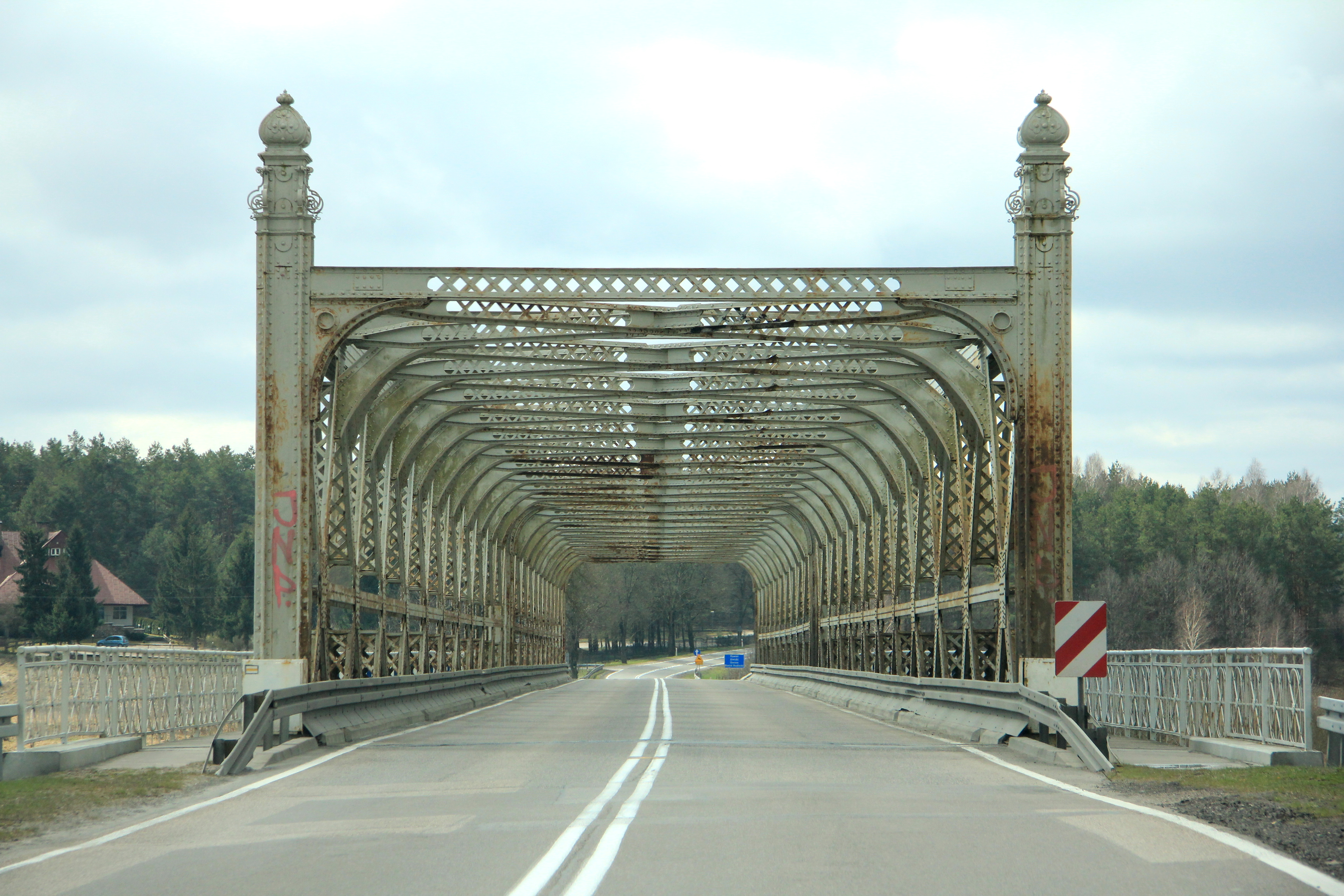
Most z 1893 r. na rzece Narew w pobliżu Ryboł